# Убийство Хаттаба
Убийство Хаттаба — операция российских спецслужб по убийству международного террориста, лидера арабских наёмников в Чечне Хаттаба (настоящее имя Самер Салех ас-Сувейлем, прозвища: в СМИ — «Чёрный араб», в силовых структурах РФ — «Волосатый»).

## Предыстория
Лидер арабских боевиков в Чечне Хаттаб начал военную карьеру в 1987 году, когда отправился в Афганистан и принял активное участие в боевых действиях против советских войск. В начале 1990-х принимал участие в Первой карабахской войне на стороне азербайджанских войск. В 1994 году вернулся в Афганистан, где с группой соратников занялся подготовкой и вооружением исламских оппозиционеров из Таджикистана и Узбекистана. Хаттаб проявил свои командные способности и в Таджикистане, организовав ряд нападений на заставы российских пограничников. Участвовал в 1993 году в нападении на 12-ю заставу Московского погранотряда, в результате чего погибло 25 российских пограничников.
В январе 1995 года вместе с 18 сообщниками, в числе которых были Абу аль-Валид аль-Гамиди и Абу Кутейб, прибыл в Грозный. Принял активное участие в Первой чеченской войне, организовал ряд операций против российских войск. В 1995 году вместе с членами своего отряда основал военно-религиозный учебный центр «Кавказ» на окраине селения Сержень-Юрт (на территории бывшего пионерского лагеря). Всего в этом учебном центре прошли обучение около 10 тыс. боевиков. Именно Хаттаб являлся связующим звеном между боевиками в Чечне и международными террористическими структурами.
Причастен ко множеству терактов на территории Чечни и за её пределами:
- 16 апреля 1996 года близ чеченского села Ярышмарды боевики под командованием Хаттаба разгромили колонну 245-го мотострелкового полка российской армии.
- Хаттабу приписывают террористический акт в отношении врачей гуманитарной миссии Красного Креста 17 декабря 1996 года в селе Новые Атаги, когда преступниками было расстреляно шесть человек[9].
- В августе и сентябре 1999 года совместно с Шамилем Басаевым организовал и возглавил рейды чечено-дагестанских боевиков на территорию Дагестана.
- Во время боевых действий в Дагестане произошли взрывы жилых домов в Буйнакске, Москве и Волгодонске, заказчиком которых, как установил суд, являлся Хаттаб[10].

## Смерть Хаттаба
Первая информация о смерти Хаттаба появилась в прессе 11 апреля 2002 года. Один из сотрудников ФСБ, принимавший участие в специальной операции, анонимно заявил:

Об этом можно говорить с большой долей уверенности, поскольку в последние два месяца Хаттаб никак себя не проявлял: он не выходил на связь, действия боевиков в районе, контролируемом Хаттабом, не скоординированы. Вероятность его гибели подтверждается также данными наших осведомителей

Также он сообщил, что для выполнения поставленной задачи был задействован «агент из числа арабов, воюющих в Чечне, ранее завербованный спецслужбой одного из государств СНГ». Официальное заявление о ликвидации Хаттаба было сделано гораздо позже. Со слов боевиков, 23 апреля в селении Гехи в ходе зачистки был застрелен спецназом один из телохранителей и ближайших помощников Хаттаба Элси Рыжий (позывной «Гардез»). Обнаруженная при нём кассета с видеозаписью похорон «Чёрного араба» была отправлена в Москву, но в тот же день обнародовать информацию о смерти Хаттаба ФСБ не стала, поскольку полагала, что его гибель вполне могла быть инсценирована боевиками. До этого ошибочные сообщения о гибели Хаттаба появлялись в прессе не менее десятка раз.
В конце 2001 и начале 2002 года федеральные силы провели несколько успешных операций, в ходе которых были разбиты отряды Хаттаба, действовавшие в Веденском и Ножай-Юртовском районах Чечни, при этом погибло несколько заместителей «Чёрного Араба». Кольцо вокруг Хаттаба сжималось, и в такой ситуации «смерть», а вместе с ней и прекращение розыска были для него лучшим вариантом. Однако уже через несколько дней в ходе спецоперации на ингушско-чеченской границе были захвачены арабы, воевавшие под началом Хаттаба, которые подтвердили на допросах информацию о его гибели. После этого в ФСБ решились выступить с сообщением, что известный террорист был ликвидирован в ходе спецоперации. Официально представители спецслужб объявили об «окончательной» ликвидации Хаттаба 25 апреля 2002 года: начальник управления программ содействия Федеральной службы безопасности генерал-майор Александр Зданович заявил, что Хаттаб был убит в результате «агентурно-боевой операции», эту же новость подтвердил помощник президента Сергей Ястржембский и министр обороны Сергей Иванов[30]. Было заявлено, что стопроцентные доказательства ликвидации получены и будут продемонстрированы широкой общественности ещё до майских праздников (пауза объяснялась необходимостью «вывести из-под возможного удара людей, участвовавших в операции»).
По информации, которая была размещена 28 апреля на сайтах боевиков Kavkaz.org и Chechenpress.com, известный террорист умер вечером 19 апреля.

## Версии гибели Хаттаба
Все основные версии гибели Хаттаба сходятся в том, что «Чёрный араб» был отравлен. Разногласия имеются лишь в способах и виновниках его отравления.
- По ранней версии, озвученной сепаратистскими сайтами Kavkaz.org и Chechenpress.com[11], вечером 19 апреля человек, которому доверял Хаттаб, доставил ему письмо от одного из полевых командиров. Соблюдая светомаскировку, Хаттаб вскрыл конверт при свете фонаря в палатке, тут же почувствовал себя плохо и через несколько секунд скончался. Как оказалось, послание было обработано сильнодействующим отравляющим веществом. О судьбе человека, передавшего отравленное письмо, ничего не известно. В ту же ночь телохранители омыли тело полевого командира, прочитали над ним молитвы, а на следующий день похоронили его в одном из горных районов Чечни. Вся процедура снималась боевиками на видеоплёнку, чтобы потом передать кассеты родственникам Хаттаба — его вдове, уроженке дагестанского села Карамахи, двум сыновьям, а также родителям, проживающим в Саудовской Аравии. Гибель одного из ичкерийских лидеров командование решило не предавать огласке, чтобы федеральные войска не нашли его могилу и не надругались над ней. Однако сохранить информацию в тайне не удалось.
- По одним данным российских СМИ[2][12], составом было пропитано сообщение, которое якобы было отправлено Хаттабу из Саудовской Аравии и было перехвачено агентами ФСБ. Связной боевиков, дагестанец Магомедали Магомедов по кличке «Ибрагим» был завербован сотрудниками ФСБ и передал отравленное письмо людям Хаттаба[13]. Любой контакт с письмом был смертельным, а действие яда с течением времени только усиливалось. Вся цепочка, по которой письмо было отправлено, была заранее обречена: получатель, вскрывший послание, должен был погибнуть сразу, а остальные умерли бы через некоторое время. Источники в ФСБ утверждали, что письмо стало причиной смерти не менее десяти приближённых к Хаттабу людей и курьеров[2].
- По другим сообщениям[14], спецслужбам удалось завербовать личного повара Хаттаба. Это был дагестанец из аварцев Ибрагим Алаури, которому Хаттаб доверял безоговорочно: он ел только пищу, приготовленную Ибрагимом, поскольку панически боялся отравления. Яд было решено подмешать не в готовую пищу, а в продукты, чтобы отвести подозрения от повара. Яд Хаттабу, вероятно, преподнесли именно в стандартном армейском сухпайке — наборе из галет, консервов и шоколада, поскольку части, воюющие в Чечне, активно продавали свои сухпайки боевикам. Основной упор был сделан на овощных консервах. Считается, что по этой версии Хаттаб не вставал на ноги в течение двух недель и его переносили на носилках. «Чёрный араб» умолял товарищей застрелить его и прекратить мучения, но окружение Хаттаба отказывалось от этого, веря, что командир поправится. По этой версии, смерть Хаттаба наступила 19 марта, а жертвами яда стали ещё 12 человек, обедавших с Хаттабом[14].
- Майрбек Вачагаев, спецпредставитель Аслана Масхадова в Европе, предполагал, что Хаттаб умер от естественных причин, поскольку его здоровье уже было подорвано войной:

Я уверен, что к гибели Хаттаба ФСБ не имеет ни прямого, ни косвенного отношения. Подослать агента из чеченцев или арабов спецслужбы не могли. Чтобы там ни говорили про армию Хаттаба, рядом с ним постоянно было всего 40 человек, с которыми он воевал ещё в Таджикистане и оттуда привёз их в Чечню. Даже теоретически предположить, что ФСБ завербовала кого-нибудь из них, я не могу. Не мог Хаттаб и инсценировать свою гибель с целью уйти от преследования ФСБ. Для него эта война была смыслом жизни. Я думаю, что его убил не яд, а старые раны и болезни.

- Руслан (Халид) Ямадаев, заместитель военного коменданта Чечни и бывший бригадный генерал ЧРИ, обвинял Аслана Масхадова в убийстве Хаттаба и предполагал, что убийцам хорошо заплатили за ликвидацию Хаттаба:

Версий много, но, скорее всего, его могли отравить свои же люди. У боевиков есть сильнодействующие яды. Уже несколько раз находили отравленные водку и сигареты. Но я слышал, что они готовили яды не только для федеральных сил, но и для некоторых своих же командиров. Хаттаб сейчас очень многих не устраивает, и Масхадова тоже. Потому что его имя ассоциируется с международным терроризмом, а Масхадов считает себя не террористом, а борцом за независимость. Возможно, Масхадов подкупил кого-нибудь из хаттабовских наёмников. Это не очень сложно сделать — нужно просто знать людей, приближённых к Хаттабу, и дать очень много денег. Всё зависит от суммы. Его (Хаттаба) люди продажные, и это знают все, в том числе боевики. Чеченцы старались не ходить с хаттабовцами на операции: те сюда из-за денег приехали и могли продать кого угодно. Его многочисленные кровники — чеченцы и дагестанцы. Но я не исключаю и того, что заказ на Хаттаба мог поступить из-за границы. Через него проходили огромные суммы, выделяемые различными исламскими центрами на войну в Чечне, и, по оперативным данным, значительная часть этих денег оседала в карманах у Хаттаба.

Версии о причастности к убийству Хаттаба президента ЧРИ Аслана Масхадова разделяли и некоторые приближённые Хаттаба: они полагали, что Аслану Масхадову не давало покоя растущее влияние «Чёрного араба». По признанию одного из боевиков Хаттаба Халила Ганиева, арабского террориста убрали по личному распоряжению президента Ичкерии:

Масхадов и Абу аль-Валид были готовы к устранению Хаттаба ещё летом 2001 года. Хаттаб подозревал это. Он понимал, что мешает Масхадову и что тот хочет его убрать, но ничего не предпринимал. Тянул время. Всё думал, что они не посмеют поднять на него руку. Рассчитывал на близость к Шамилю Басаеву, хотя надежды на него становилось всё меньше и меньше. Возможно, в итоге Хаттаб и предпринял бы какие-то действия, но Масхадов и аль-Валид его опередили. Убрав Хаттаба, Масхадов и Абу аль-Валид убивали сразу двух зайцев: получали контроль над бандформированиями и доступ к деньгам «спонсоров джихада». Хаттаб мешал им обоим. Фактически он являлся верховным военным эмиром моджахедов, Масхадов по сравнению с ним был никто. Да, его официально избрали президентом. Но реальной власти у него не было. Он никогда не выезжал за пределы Курчалоя и Шали — районов, где проживают его родственники, его никто и нигде не хотел принимать. Абу аль-Валид стремился занять место главного представителя «Братьев-мусульман» в Чечне, которым тогда был Хаттаб.

- По слухам, ходившим в Объединённой группе войск на Северном Кавказе, Хаттаб умер не в результате спецоперации, а в результате отравления просроченной говяжьей тушёнкой, проданной боевикам незадолго до этого прапорщиком с российского продовольственного склада.

## Последствия ликвидации Хаттаба
По данным сепаратистских сайтов, повара Ибрагима басаевские боевики вычислили примерно через две недели после смерти «Чёрного араба». Ибрагим не рисковал бежать из лагеря, боясь, что внезапное исчезновение навлечёт на него подозрения. На военном совете так называемой шуры Басаев приказал, вопреки исламским обычаям, эксгумировать труп одного из бойцов, чтобы выяснить причину его смерти. Когда появились сведения о том, что боец, возможно, был отравлен, Ибрагим и двое аварцев из охраны Хаттаба были арестованы и казнены на следующий день.
Полевой командир Шамиль Басаев, проведя собственное расследование, обвинил в убийстве Магомедали Магомедова. В начале мая 2002 года на одной из свалок в Баку нашли его труп с отрезанным языком и пятью огнестрельными ранами.